# Azantza
Azantza fue un jugador de pelota vasca de finales del siglo XVIII, que era natural de la provincia vascofrancesa de Labort.
Es uno de los primeros pelotaris cuyo nombre se recuerda, apareciendo su figura unida a la del mítico pelotari Perkain, del que al parecer fue uno de sus mayores rivales.

## Juego de "laxoa"
Azantza, al igual que Perkain, jugaba a una especialidad de la pelota vasca denominada laxoa. Este juego, que aún sigue practicándose hoy en día en el Valle de Baztán (Navarra) y Aldudes (Baja Navarra) era una variante local del longue paume, una de las modalidades del jeu de paume. A finales del siglo XVIII, el juego de "laxoa" era el juego de pelota dominante en Euskal Herria. Se jugaba en equipos de cuatro jugadores que se enfrentaban cara a cara al modo del tenis, aunque sin una red que separase los campos. Los pelotaris utilizaban un guante o laxoa para lanzarse la pelota entre sí. En el siglo XIX este juego iría cayendo en desuso a medida que iban naciendo nuevas especialidades de pelota derivadas del mismo, hasta configurarse las actuales especialidades dominantes de la pelota vasca.

## Azantza histórico
El pelotari labortano Azantza es mencionado en los cantos populares como Azantzako semea (el hijo de Azantza) y Azantzako jaun Pedro (señor Pedro de Azantza). Azantza (Assance en francés) es el nombre de la principal casa solariega de la localidad labortana de Cambo-les-Bains, cuyos titulares en el siglo XVIII se apellidaban Sorhainde. El estudioso de la pelota y académico de la lengua vasca Louis Dassance era de la opinión de que el famoso pelotari Azantza fue un hijo segundón del señor Bertrand de Sorhainde, llamado Jean-Pierre Sorhainde, nacido en Cambo-les-Bains en 1760 y fallecido el 26 de enero de 1839 a los 79 años de edad. Como es bastante habitual en Euskal Herria el pelotari habría sido conocido por el patronímico de la casa de su familia, en vez de por su apellido. Pertenecía por tanto Azantza al estamento noble. Según algunos fue oficial del ejército en su juventud. 
Es bastante plausible que Azantza tuviera que huir a España a raíz de la Revolución Francesa. Aunque no exista una tradición de ello, como en el caso de Perkain, Azantza pertenecía al estamento noble y varios familiares suyos, un hermano que era cura y una tía, fueron guillotinados durante El Terror. Además una de las canciones que se conservan le sitúan jugando un partido contra Perkain en Tolosa (Guipúzcoa). Según el testimonio de un pelotari del siglo XIX, Félix de Santo Domingo, Azantza habría sido capitán de unos "tercios navarros" del ejército de la Corona española, que combatieron al ejército francés.

## Azantza legendario
Azantza pasó a la historia como el contrapunto del mítico pelotari Perkain, del que era un rival de casi su misma talla.
Aunque cabe pensar que se midieron repetidas veces. Se han conservado en la tradición popular la historia de tres partidos que enfrentaron a Perkain y Azantza.

### El partido de Saint-Palais
Perkainen kantua (El canto de Perkain), también conocido como Perkain eta Azantza (Perkain y Azantza) es la canción mejor conservada sobre la figura de Perkain y habla de dicha rivalidad.
Este canto habla del partido de Saint-Palais, un desafío entre labortanos y bajonavarros que se disputó en la localidad de Saint-Palais. Los labortanos habían humillado nueve años antes a los navarros en este desafío. Sin embargo esta vez, los navarros con Perkain al frente, vencieron a los labortanos que estaban liderados por Azantza. Una estrofa del canto dice 

Azantzako semea nik ez dut mendratzen, (Al hijo de Azantza yo no domino)

Bere parerik ez du pilota botatzen; (nadie lanza la pelota como él)
Bai, bainan Perkain hori ez zuen latsatzen   (sí, pero ese Perkain no se intimidaba)

Plaza guziarentzat bera aski baitzen ! (porque él solo se bastaba para toda la plaza

La canción, compuesta seguramente por algún navarro, hace cierta mofa de los labortanos y de su líder Azantza.

### El partido de Louhossoa
Otra historia popular habla de un partido que enfrentó a Perkain con Azantza en la localidad labortana de Louhossoa. Perkain vencía en el partido a Azantza y uno de los espectadores, un navarro que estaba montado sobre una mula, no cesaba de gritar «¡Trescientos francos por Perkain!», sin que nadie aceptara la apuesta. La insistencia del navarro acabó con la paciencia de Azantza y este lanzó un pelotazo contra la montura del navarro, provocando su caída. La confusión resultante fue enorme y en ese momento Tita de Cambó, la hermana de Azantza, acabó gritando «¡Mil francos por mi hermano!», apuesta que fue aceptada por alguno de los espectadores. El incidente y las fabulosas cantidades de dinero en juego pusieron nervioso a Perkain, que por una vez acabó no dando una a derechas y perdiendo el partido frente a su gran rival.
Cada vez que Azantza se ponía a recordar aquella victoria, su hermana le hacía callar afirmando «¡Sí, yo gané aquel partido que lo tenías perdido!».

### El partido de Tolosa
Otro de los partidos que disputaron Perkain y Azantza, que aparece citado en una canción es uno que disputó en Tolosa (Guipúzcoa) en una fecha indeterminada. Se conservan seis estrofas de dicha canción que comienza con "Bat zen Perkain zaharra..." (Uno era Perkain el viejo). En dicho partido aparece Perkain, jugando junto a su hijo y Curutchet, su rival del famoso desafío de Aldudes. Entre sus contrarios aparecen Azantza y un tal Haroztegui. El equipo de Perkain se proclama vencedor y la canción le acaba proclamando como el más grande de los tres reinos (aludiendo a Guipúzcoa, Labort y Navarra). 

### Otras historias de Azantza
Azantza pertenecía al estamento de la nobleza. En una ocasión una persona de su mismo rango social le reprochó que se rebajara jugando con personas de condición inferior. (Su gran rival Perkain era, por ejemplo, un labriego montañés). Azantza le contestó de manera tajante: 

«Jamás juego más que con señores...»

Otra historia cuenta que en una ocasión Azantza jugaba un partido en Elizondo en el que se habían jugado cantidades enormes de dinero. Azantza iba perdiendo el partido y se sentó sobre una piedra para tomar un respiro , cuando comentó: «Estoy como si me hubieran envenenado con el vino que he bebido esta mañana... solo una trago de vino de Burdeos podría curarme». Un comerciante de Bayona presente en el encuentro le proporcionó una botella de vino que se bebió de un trago. «¡Ahora por lo menos veré la pelota!», exclamó. Apostó una onza de oro por el siguiente juego y tras vencerlo, acabó dando la vuelta al partido y ganándolo.